# Reipoltskirchen
Reipoltskirchen ist eine Ortsgemeinde im westpfälzischen Landkreis Kusel in Rheinland-Pfalz. Sie gehört der Verbandsgemeinde Lauterecken-Wolfstein an.

## Geographie
Der Ort liegt im Tal des Odenbachs im Norden des Nordpfälzer Berglands. Zu Reipoltskirchen gehören auch die Wohnplätze Ausbacherhof, Ingweilerhof und Karlshof.

## Geschichte

### Ortsgeschichte
In der Gemarkung, die seit 750 an dem fränkischen Nahegau zugehörig war, stiftete der Franke Richbaldes – möglicherweise bereits im 8. Jahrhundert – eine Kirche. Um diese herum bildete sich im Lauf der Jahre eine Siedlung, die Richbaldeskirchen genannt wurde.
Der Ort, 1198 erstmals urkundlich erwähnt, war Hauptort und Amtssitz der unmittelbaren Reichsherrschaft Reipoltskirchen. Diese umfasste zuletzt 15 Dörfer und diverse Höfe, die sich mit etwa 3000 Einwohnern auf einer Fläche von rund 100 km² zwischen Alsenz und Lauter ausdehnten.
Die zum Oberrheinischen Reichskreis gehörende Herrschaft Reipoltskirchen blieb bis zu ihrer Besetzung durch französische Revolutionstruppen am 6. März 1793 reichsunmittelbar. 1816 fiel das Gebiet mit der linksrheinischen Pfalz an das Königreich Bayern, nach dem Zweiten Weltkrieg wurde es Bestandteil von Rheinland-Pfalz.
1998 feierte der Ort seine 800-Jahr-Feier.

### Kirchengeschichte
Die Herrschaft Reipoltskirchen nahm im 16. Jahrhundert das lutherische Bekenntnis an. Sympathien gegenüber der Lehre Martin Luthers waren bereits bei den Brüdern Johann und Wolfgang von Hohenfels-Reipoltskirchen erkennbar. Johann war noch 1518 ein Mitstreiter Franz von Sickingens, und Wolfgang gestattete seinen Untertanen in der Herrschaft Forbach während des Bauernaufstands Freiheiten, die auf ein Umdenken hindeuten. Zudem war er mit Katharina von Rappoltstein vermählt, deren Familie ebenfalls sehr früh den lutherischen Glauben annahm. 1548 während des Interims Kaiser Karls V. galt die Herrschaft bereits als lutherisch reformiert. 1550, bei einer kurmainzischen Visitation, wurde über zwei geweihte Priester berichtet, die das Abendmahl in beiderlei Gestalt austeilten und zudem verheiratet waren.
Ab den 1680er Jahren siedelten sich wieder vermehrt Katholiken im Ort an, was durch die französische Besatzungsmacht unter Ludwig XIV. und seinen Nachfolgern gefördert wurde, sodass sich die Mehrheitsverhältnisse umkehrten und das Kirchengebäude in Reipoltskirchen gegen Ende des 17. Jahrhunderts und mehr noch in den beiden ersten Jahrzehnten des 18. Jahrhunderts sukzessive in katholischen Besitz überging. Der Konfessionswechsel, verbunden mit den Änderungen der Kirchennutzungsrechte, löste unter den Einwohnern Auseinandersetzungen aus. Betreut wurde die katholische Gemeinde zunächst durch Angehörige des Franziskanerklosters in Meisenheim – ebenfalls eine gegenreformatorische Gründung Frankreichs. Nach Beendigung der Feudalherrschaft in napoleonischer Zeit diente das Gebäude nochmals als Simultankirche. Als das baufällige Kirchengebäude 1848 durch einen Neubau ersetzt wurde, forderten die Protestanten im Ort erneut Nutzungsrechte, was auf die simultane Nutzung des Vorgängerbaus hindeutet.
Die Rekatholisierung war eine spezifische Entwicklung des Dorfes und betraf nicht den Rest der Herrschaft. Heute sind 55 % der Einwohner Katholiken und 40 % Protestanten.

## Politik

### Ortsbürgermeister
Die Stelle ist derzeit vakant. Sven Eckert wurde Ende 2024 zum Beauftragten von Reipoltskirchen bestellt.
Vorgänger Thomas Fischer wurde am 1. Juni 2022 Ortsbürgermeister von Reipoltskirchen. Der Gemeinderat wählte ihn aus seiner Mitte zum Nachfolger des aus Gesundheitsgründen zum 30. April 2022 zurückgetretenen Ernst Eckert.
Fischers Vorgänger wurde am 18. Februar 2016 Ortsbürgermeister, nachdem seine Vorgängerin Elisabeth Schultz 2015 überraschend verstorben war. Da bei der Direktwahl am 26. Mai 2019 kein Bewerber angetreten war, erfolgte die anstehende Wahl des Bürgermeisters gemäß Gemeindeordnung durch den Rat. Dieser bestätigte Ernst Eckert am 20. August 2019 in seinem Amt.

### Wappen
| Wappen von Reipoltskirchen | Blasonierung: „Im geteilten Wappenschild oben ein silbernes Rad auf blauem Grund und unten ein gestürzter silberner Anker, begleitet von zehn silbernen Schindeln auf grünem Grund.“ |
| Wappen von Reipoltskirchen | Wappenbegründung: Die heraldischen Symbole, das Rad und der von Schindeln begleitete gestürzte Anker, entstammen dem Wappen des ehemals ortsbeherrschenden Adelsgeschlechts, den Herren von Hohenfels-Reipoltskirchen. Das Rad im Wappen der Herren von Hohenfels-Reipoltskirchen ist über die Herren von Hohenfels bis hin zu den Reichsministerialen von Bolanden erstmals 1214 nachweisbar (LASP, Gatterer-Apparat). Damit ist es älter als das Mainzer Rad, das erstmals 1238 unter dem Erzbischof Siegfried III. von Eppstein als Doppelrad auf einer Münzprägung dokumentiert ist. Im Amtssiegel des Mainzer Erzbischofs erscheint das Rad zu dieser Zeit noch nicht! Das Bolander Rad kann somit in seinem Ursprung nicht von dem Mainzer Rad abgeleitet werden. Die Vettern der Herren von Hohenfels-Reipoltskirchen, aus der alten Hohenfelser Linie, veränderten spätestens 1290 komplett ihre Heraldik, indem sie auf das Rad verzichteten und zu dieser Zeit bereits mit einem gestürzten Anker in einem mit Schindeln bestreuten Feld siegelten. Ende des 14. Jahrhunderts vereinigte die Linie Reipoltskirchen beide Hohenfelser Wappensymbole, Rad und Anker, in ihrem Stammwappen. Das heutige Ortswappen wurde 1927 vom Bayerischen Staatsministerium des Innern genehmigt. |

## Besitzverhältnisse des Adels, Kultur und Sehenswürdigkeiten

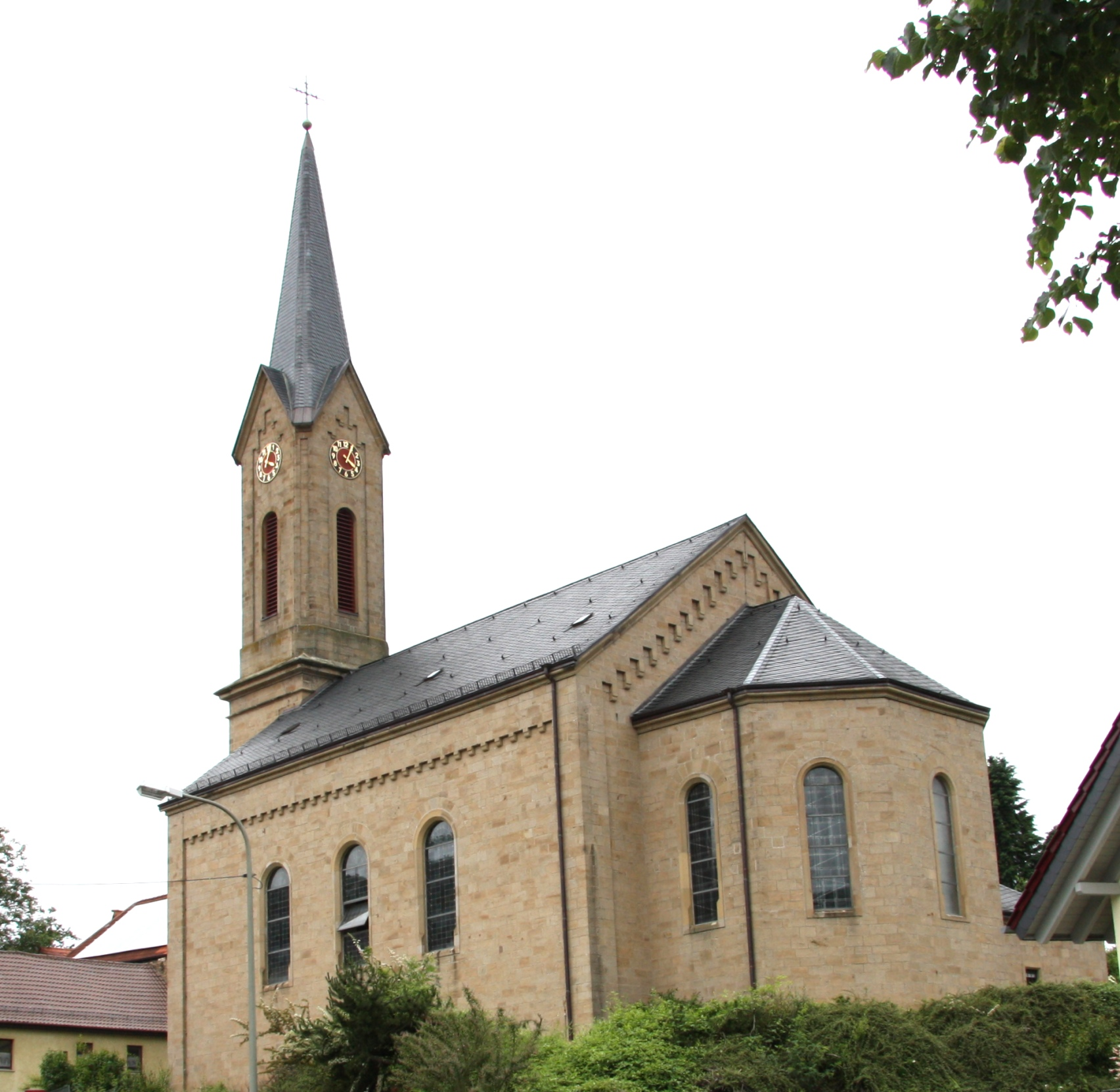
Pfarrkirche St. Johannes Nepomuk

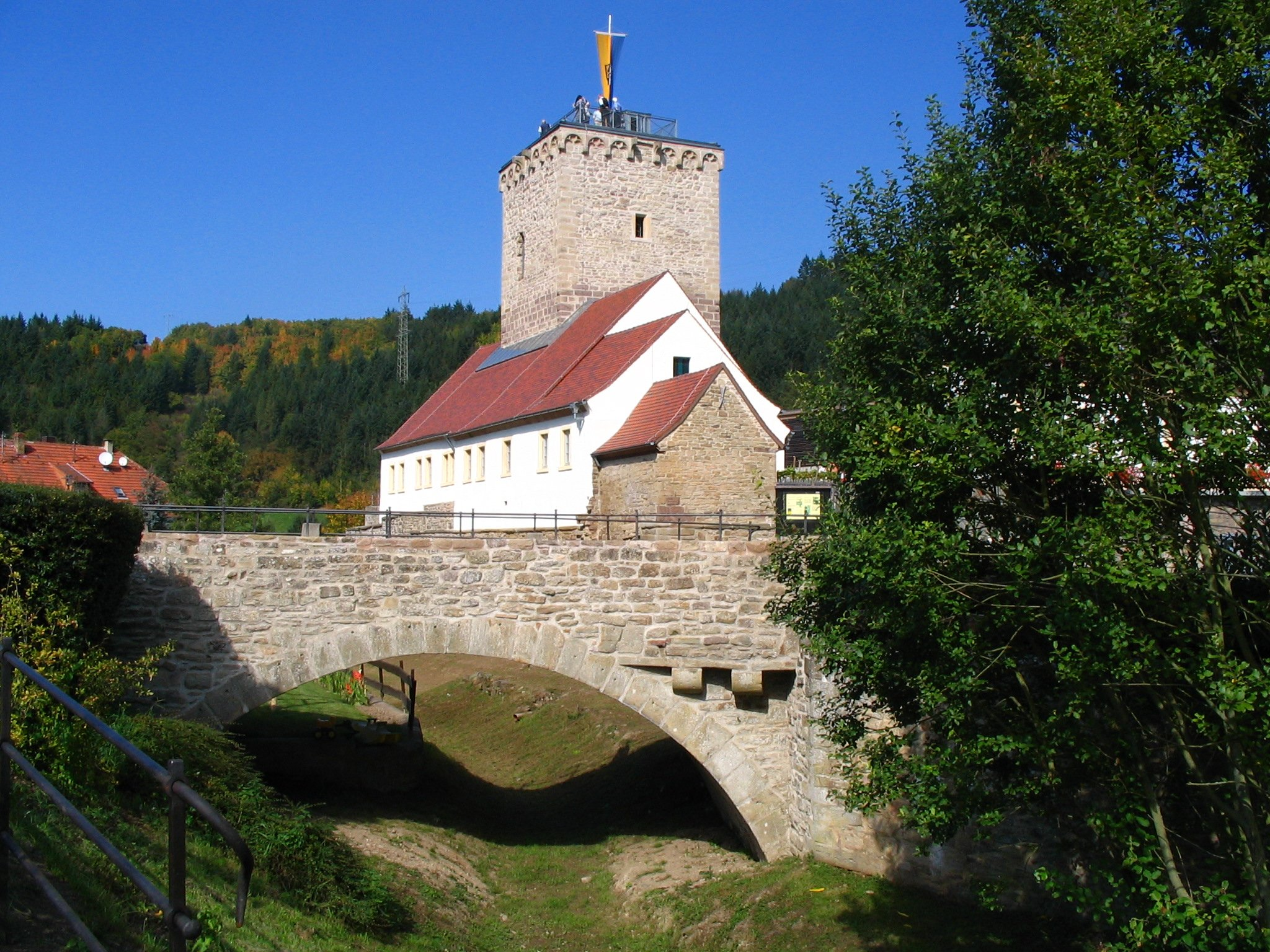
Wasserburg Reipoltskirchen

Auf das erste Gotteshaus, das Richbaldes gestiftet hatte, folgten insgesamt drei weitere an gleicher Stelle. Jüngstes Bauwerk ist die 1880 geweihte Pfarrkirche St. Johannes Nepomuk, deren 35 m hoher Turm zu einem der Wahrzeichen der Gemeinde wurde.
Der Ort besitzt eine ansehnliche Tiefburg, die 1276 erstmals erwähnt wurde. Die Wasserburg Reipoltskirchen war Sitz der Herren von Hohenfels-Reipoltskirchen, eines eigenständigen Zweigs der Herren von Hohenfels, allesamt Nachkommen der Ministerialen von Bolanden. Die Adelsfamilie Hohenfels-Reipoltskirchen erlosch 1602 mit dem Tod von Johann III. im Mannesstamm. Mit dessen Ableben versiegten zugleich die Blutlinien Hohenfels und Bolanden. Allodialerbin war die Mutter von Johann III., Amalia geb. Gräfin von Daun-Falkenstein, Frau zu Reipoltskirchen und durch ihre zweite Ehe auch mit dem Titel Gräfin von Leiningen, Frau zu Westerburg versehen. Die Herrschaft kam 1608, nach dem Tod von Gräfin Amalia, in Erbfolge an die Grafen von Daun-Falkenstein und nachfolgend 1628 ebenfalls im Erbgang an die Grafen von Löwenhaupt-Rasburg, zwei Vettern des letzten Herrn von Hohenfels-Reipoltskirchen. Über eine Erbtochter aus der Ehe von Sten (Steino) von Löwenhaupt-Rasburg und Magdalena von Manderscheid-Schleiden kam die Hälfte des Besitzes an die Grafen von Manderscheid-Kail, die ihren Anteil 1730 an die Grafen von Hillesheim verkauften. Die andere Hälfte gelangte nach mehrfachem Besitzerwechsel (darunter waren auch die Grafen von Ellrodt) 1777 an Karoline zu Isenburg-Birstein (und Büdingen etc.), illegitime und älteste Tochter des Kurfürsten von der Pfalz.
KUNST im GRÜNEN prägt mit seinen bisher jährlich aktuellen Projektarbeiten u. a. auch die nähere Umgebung der Burg. Gegenüber der historischen Anlage kann man in den Sommermonaten mit viel grafischem Wissen und speziellem Know-how gestaltete Landschaftsbilder entdecken, die vom Burghof aber ganz besonders gut vom alten Wehrturm aus zu sehen sind.
Des Weiteren sind verschiedene Skulpturen im Gelände unterhalb und gegenüber der Wasserburg zu beschauen, die von internationalen und heimischen Künstlern gestaltet wurden und vorwiegend eine hohe Wertigkeit, Aussagekraft und teils auch historische Bedeutung aufweisen. Eine kunstvoll gestaltete in das ganze „Ensemble“ integrierte Fußgängerbrücke über den Odenbach ist Teil eines kleinen Skulpturen-Rundwegs, der zum Flanieren einlädt und evtl. einen Abschluss im Burgrestaurant folgen lässt.

Ansichten
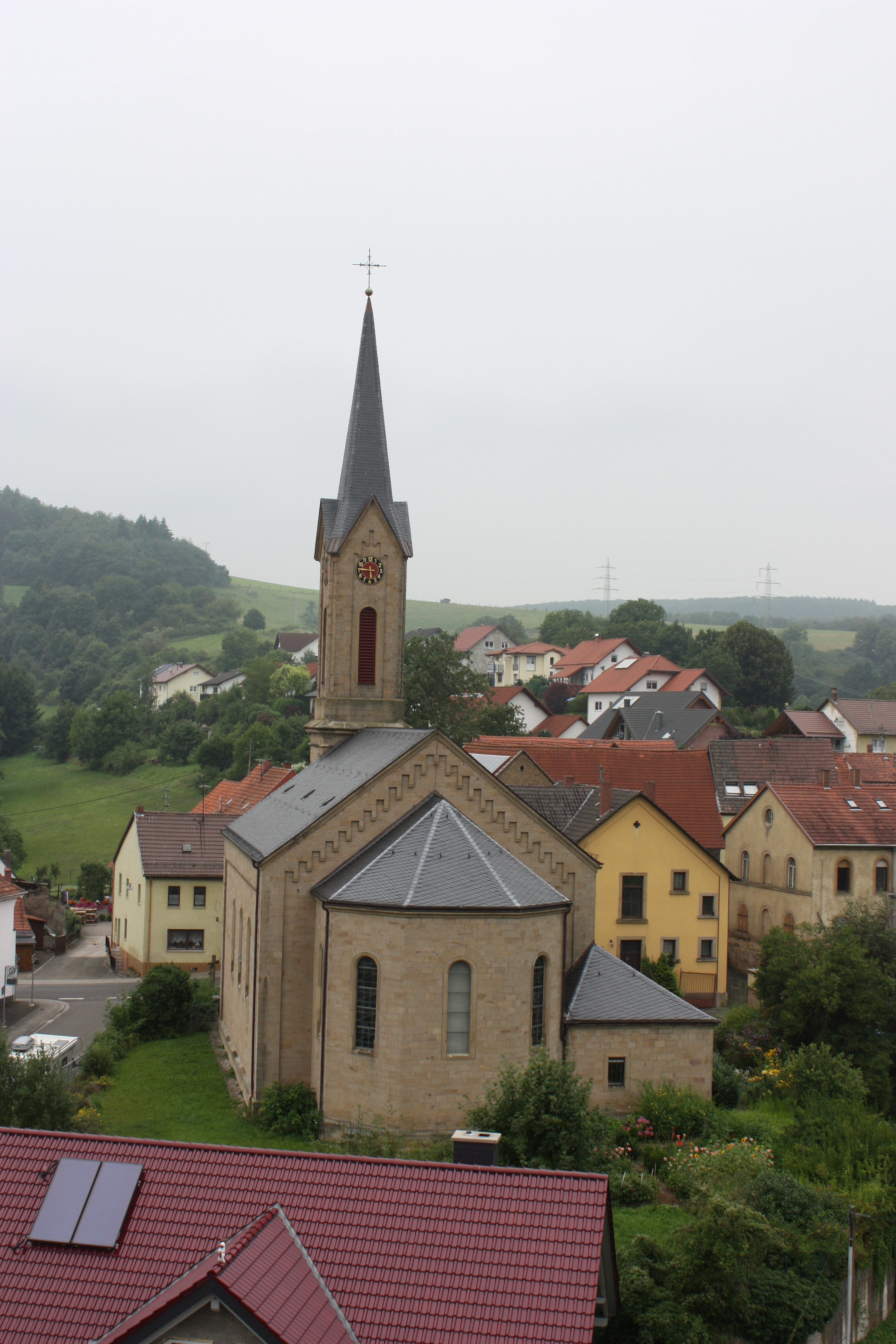
Ostseite der Pfarrkirche
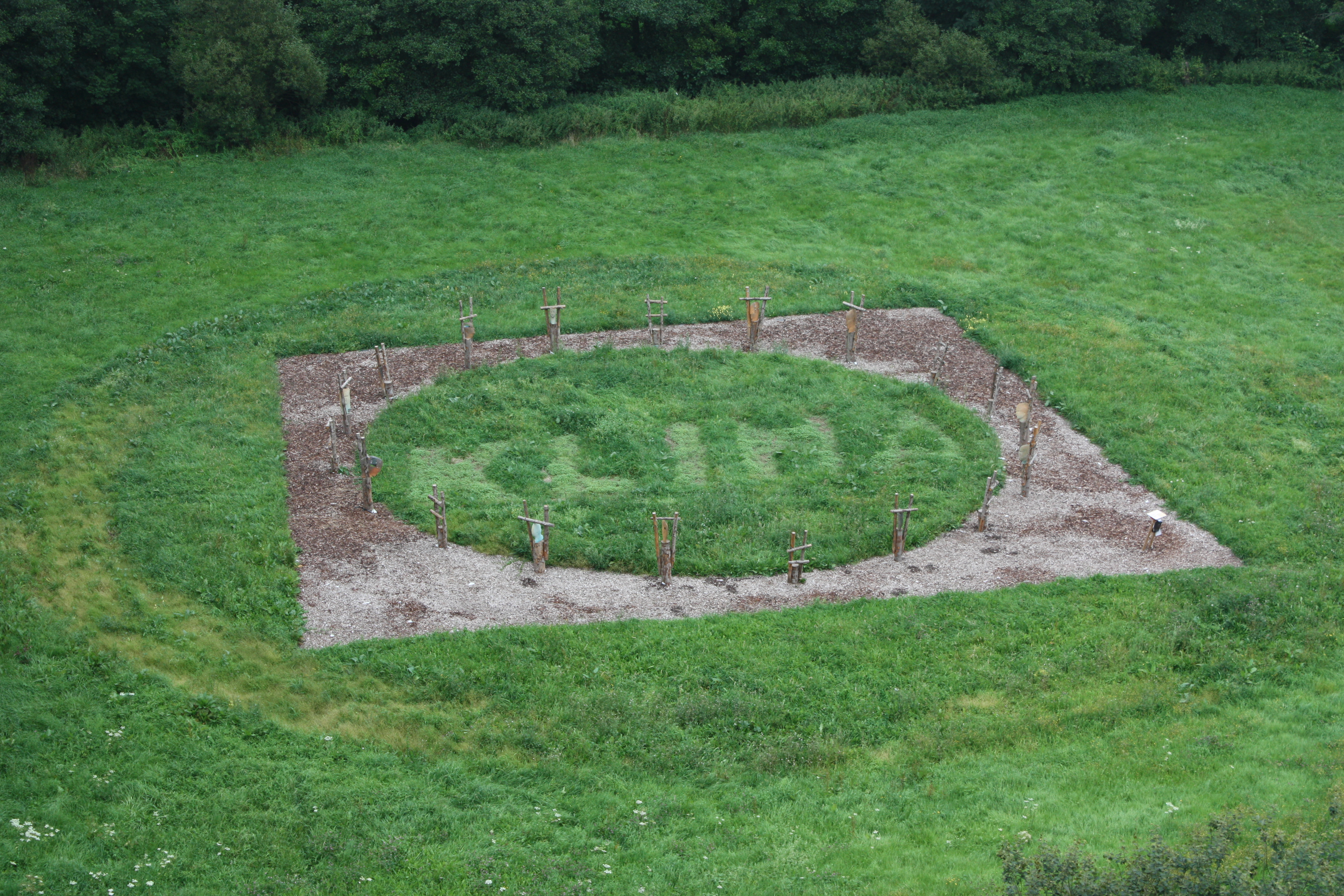
Kunst im Grünen – Weltklimakonferenz in der „alten Welt“
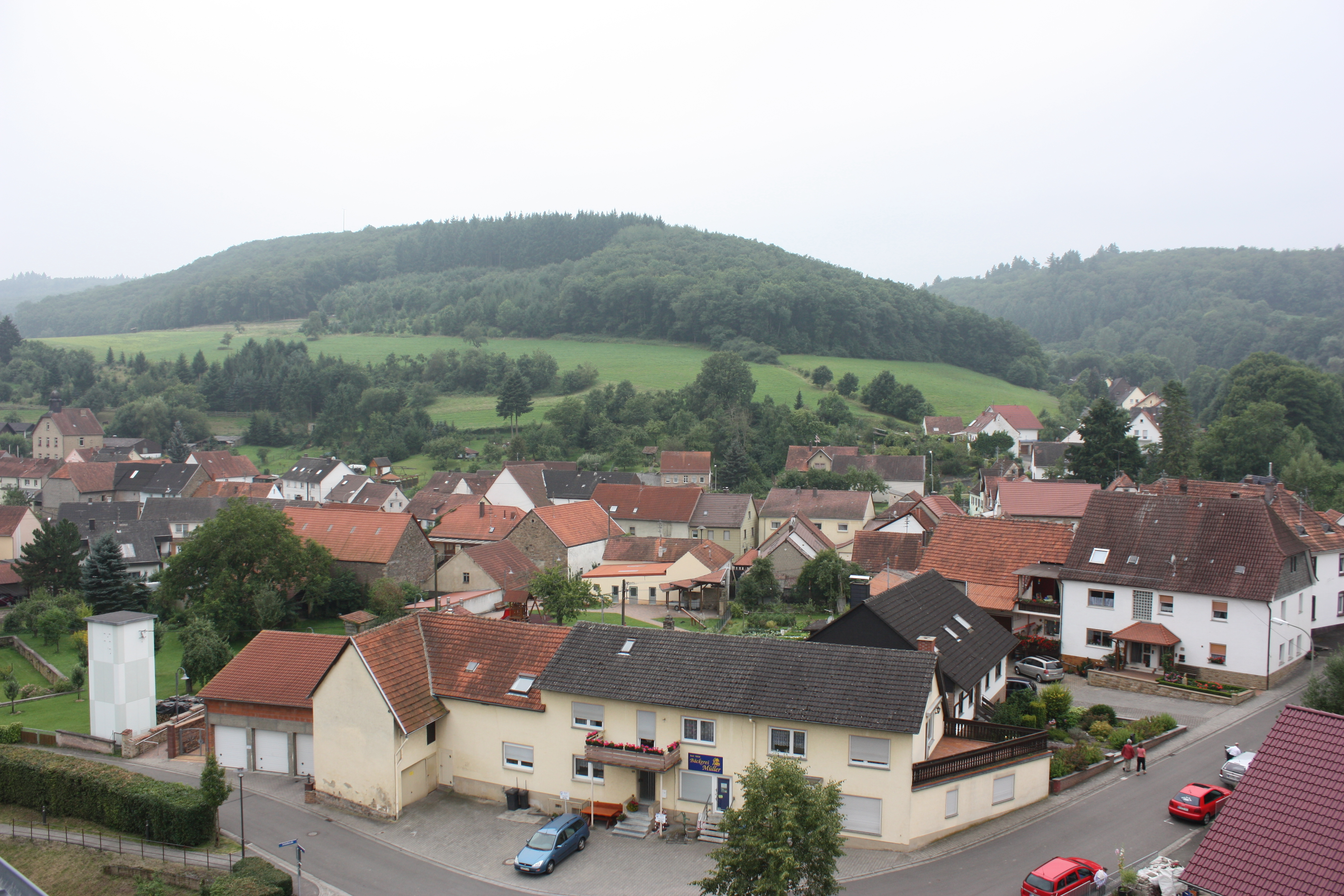
Blick von der Burg in Richtung Südwesten
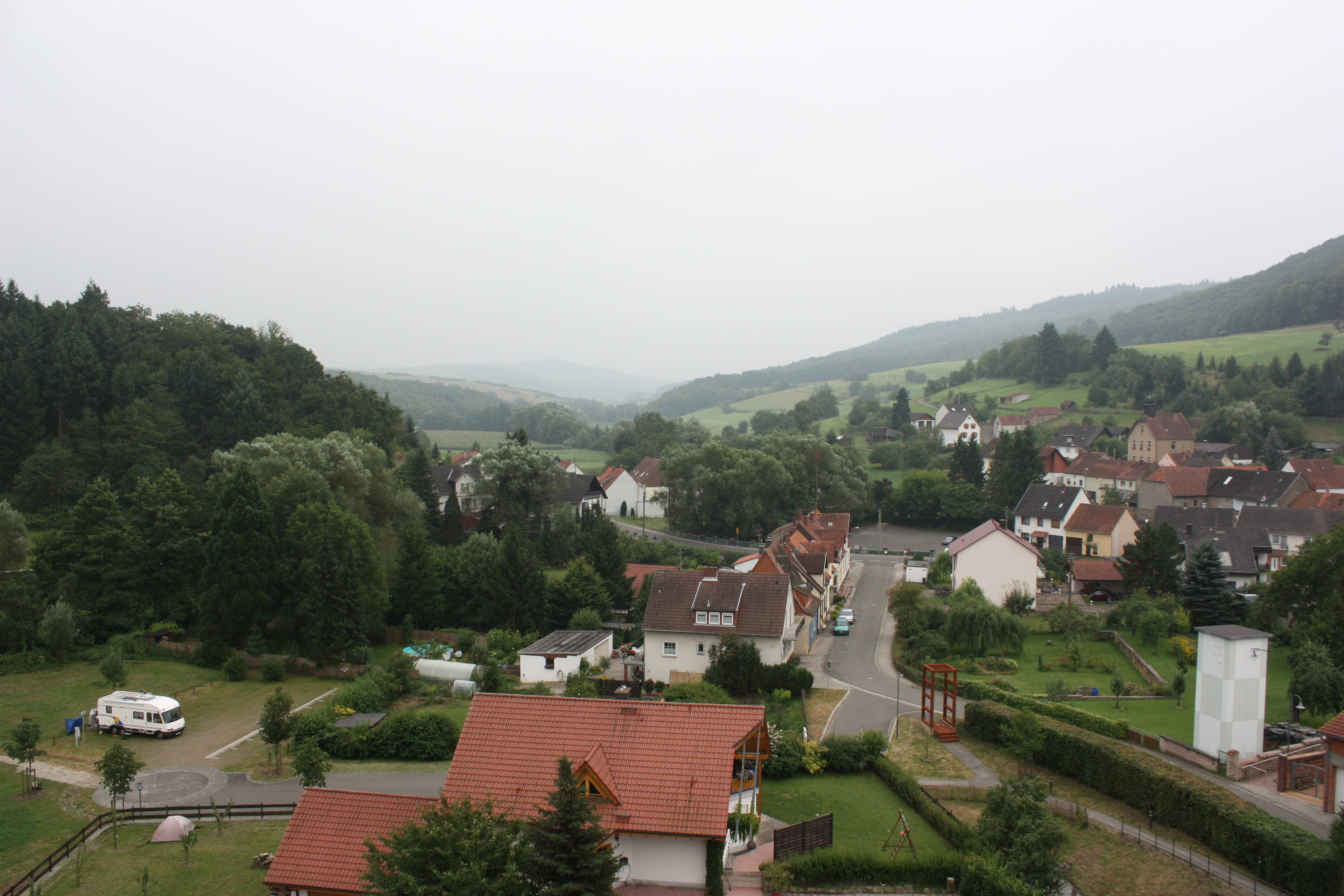
Blick von der Burg in Richtung Süden (Kerweplatz)
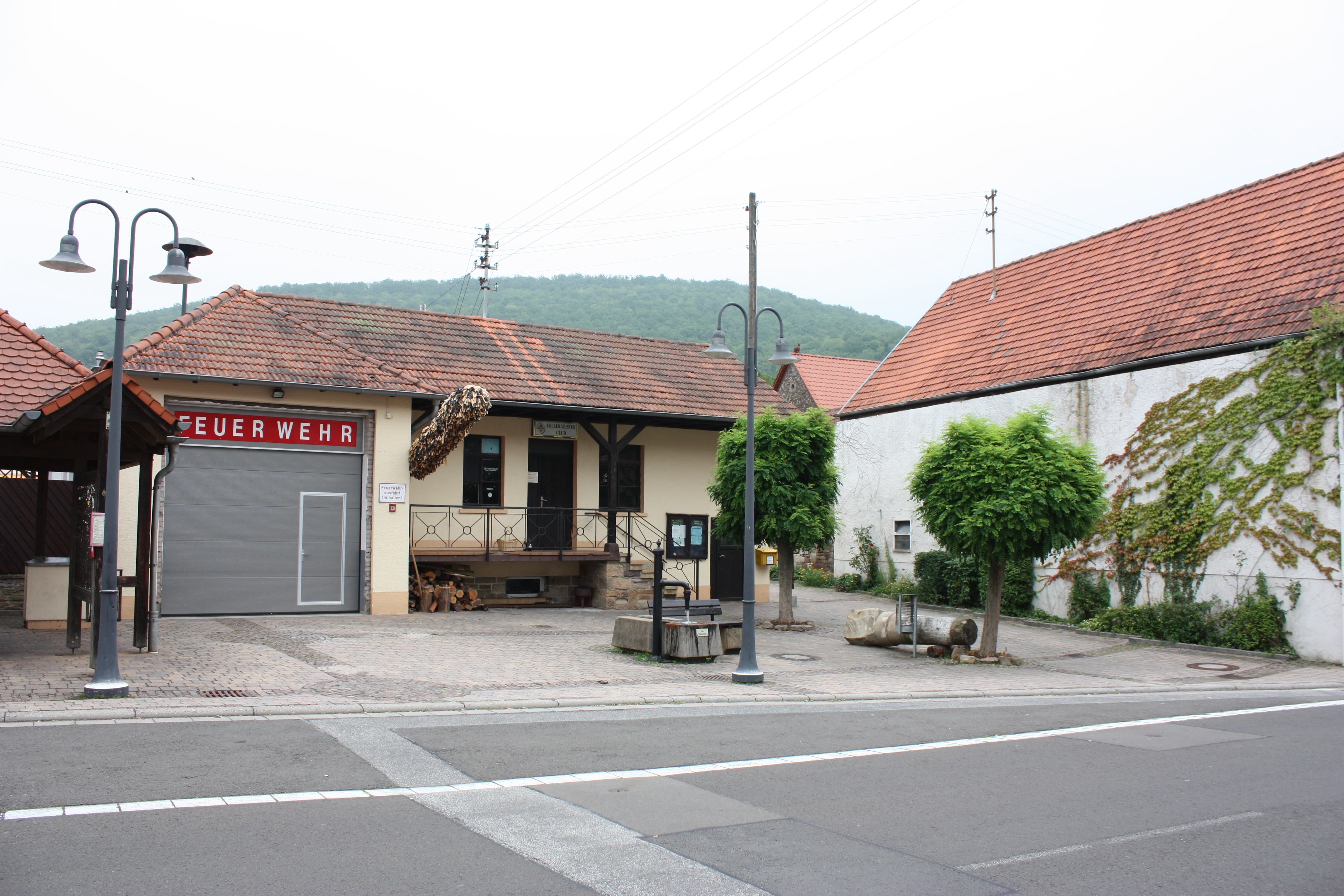
Der Dorfplatz mit Feuerwehrhaus und Jugendtreff (Kellergeister)

## Söhne und Töchter der Gemeinde
- Elias Grünebaum (1807–1893), Rabbiner und Historiker
- Emil Heuser (1851–1928), Geschichtsforscher und Porzellanexperte